# Marko Arnautović
Marko Arnautović (Floridsdorf, Viena, 19 de abril de 1989) es un futbolista austriaco. Juega de delantero y su equipo es el Estrella Roja de Belgrado de la Superliga de Serbia.
Comenzó su carrera jugando en muchos clubes juveniles de su natal Viena antes de firmar un contrato para el Twente neerlandés en 2006. Luego de su buen rendimiento en el De Grolsch Veste para la temporada 2008-09 se unió a préstamo al gigante italiano Inter de Milán, donde solo jugó tres partidos debido a una lesión. Se unió al Werder Bremen de Alemania en junio de 2010 y se volvió un jugador regular del primer equipo. En septiembre de 2013, Arnautović fichó por el Stoke City. Estuvo cuatro temporadas en Stoke, anotó 26 goles en 145 partidos. Luego de su paso por el Stoke, se unió al West Ham United en julio de 2017, por un traspaso de 20 millones de libras.
Luego de dos temporadas en el equipo inglés, Marko se traslada al fútbol chino por una suma de 25 millones de euros, siendo el Shangai Port el club de destino. En 2023 regresó al fútbol italiano llegando al Bologna. De allí regresó al Inter de Milán inicialmente a préstamo durante una temporada, para luego comprar su pase.
Es internacional con Austria desde 2008, fue parte del plantel que participó en la Eurocopa 2016.
Es hijo de padre serbio y de madre austríaca.

## Trayectoria

### Inicios
Arnautović comenzó su carrera con su hermano Danijel en el Floridsdorfer AC. En 1998 se incorporó el FK Austria Wien, pero los problemas de conducta lo hizo cambiar de club regularmente en los siguientes seis años jugó con First Vienna FC 1894, una segunda etapa en el FK Austria Wien, y en el SK Rapid Wien antes de volver a Floridsdorfer AC. A pesar de esto, fue descubierto por el club neerlandés FC Twente quien lo firmó en 2006.

### FC Twente
Arnautović anotó 22 goles en 24 encuentros para el sub-19 del FC Twente en la temporada 2007-08, ganando el campeonato juvenil con el equipo. Él entonces jugaba para el Jong Football Club Twente entre 2006 y 2008, registrando 27 goles en 32 encuentros. Arnautović debutó profesionalmente para el FC Twente en la temporada 2006-07, sustituyendo a Kennedy bakircioglu, contra PSV Einghoven en abril de 2007. En julio de 2008, extendió su contrato con el Twente.
Registró 16 apariciones en la temporada 2007-08 para el Twente, que terminó en la cuarta posición en zona de clasificación para la Liga de Campeones de la UEFA. En la temporada 2008-09, Arnautović marcó 14 goles en 41 partidos, donde el Twente terminó segundo en la Eredivise y llegó a la fase de grupos de la Copa de la UEFA. En marzo de 2009 luego de un encuentro contra Willem II, uno de los equipos rivales del Twente, Ibrahin Kargbo, acusó a Arnautović de agresión racial hacia el. Luego de la investigación de la Federación de fútbol de los Países Bajos, ellos no encontraron evidencia a la acusación, y el caso fue desestimado.

### Inter de Milán
El 6 de agosto de 2009, el Inter de Milán hace oficial la cesión del delantero austríaco. Debutó de manera no oficial por el Inter en un amistoso el 5 de septiembre de 2009 contra Lugano, el encuentro terminó 3-3.
Debutó en la liga en la victoria de visita por 1-0 contra Chievo el 6 de enero de 2010. Jugó el siguiente partido contra Siena, entrando a la cancha al segundo tiempo por la lesión de Dejan Stanković, el Inter ganó por 4-3. Juego luego contra Atalanta el 24 de abril. Al final de la temporada, Inter decidió terminar el préstamo, José Mourinho dijo sobre el jugador: «Es una fantástica persona, pero tiene la actitud de un niño».

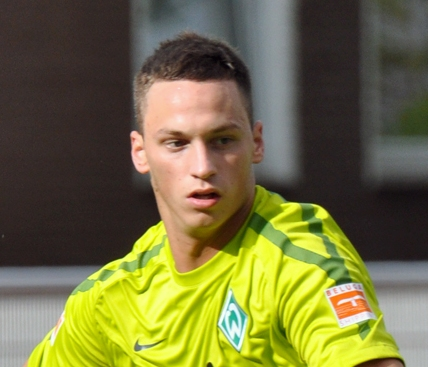
Arnautović con el Werder en 2010.

### Werder Bremen
El 4 de junio de 2010, el Werder Bremen alemán de la Bundesliga confirmó el fichaje de Arnautović por cuatro años. Antes de que jugara por el Bremen, el molesto al capitán del equipo Torsten Frings quien lo tachó de «arrogante». Debutó en la Bundesliga el 21 de agosto de 2010, en la derrota por 4-1 ante el Hoffenheim. Arnautović anotó dos veces en la victoria frente al 1. FC Köln el 28 de agosto de 2010, sus primeros goles para el Bremen. Terminó la temporada 2010-11 en Weserstadion con cinco goles en 34 partidos, donde Bremen terminó en la 13.ª posición y además jugó en la Liga de Campeones. En la temporada 2011-12 marcó seis goles en 20 encuentros, Bremen terminó noveno en la clasificación. En marzo de 2012, estuvo fuera de las canchas por los siguientes dos meses, debido a una lesión de ligamento en la rodilla que sufrió mientras jugaba con su perro.
En la temporada 2012-13, Arnautović jugó 27 encuentros y marcó cinco goles, que incluyen un tripleta el 2 de diciembre de 2012 de visita ante el Hoffenheim, donde uno de los tantos fue un impresionante tiro libre, encuentro que el Bremen ganó por 4-1. En abril de 2013, Arnautović y su compañero de equipo Elijero Elia, fueron atrapados manejando a exceso de velocidad, y ambos recibieron suspensiones del club.

### Inglaterra
El 2 de septiembre de 2013 se unió al Stoke City de la Premier League inglesa, por una transferencia de 2 millones £ firmando un contrato por cuatro años. Se le asignó la camiseta 10 por el entrenador Mark Hughes quien declaró: «Las personas verán rápidamente el increíble talento que tiene, en términos de poder y ritmo, que es algo que creo que necesitamos en nuestro equipo». Arnautović debutó con el Stoke veinte días después en el empate a 0 contra Manchester City en el Bet365 Stadium. Luego de un mes en el club, el entrenador Hughes declaró que Arnautović se está adaptando al fútbol inglés. El 26 de octubre, marcó su primer gol para Stoke, un tiro libre de 25 yardas en la derrota por 3-2 ante el Manchester United. Arnautović terminó su primera temporada en Inglaterra con cinco goles en 35 encuentros, y su equipo terminó en la novena posición de la Premier League.
Luego de no destacar en los primeros encuentros en la temporada 2014-15, Arnautović perdió su lugar en la titularidad. Anotó un gol en 29 encuentros por la liga en esta campaña. Jugó 35 veces en la temporada donde Sotke terminó en la novena posición de la tabla.
La primera aparición de Arnautović en la temporada 2015-16 llegó en el empate por 2-2 contra el Tottenham Hotspur en White Hart Lane el 15 de agosto, anotando el primer tanto del club en el empate 2-2. Anotó el único gol en la victoria frente a los campeones Chelsea el 7 de noviembre. y los dos goles en la victoria ante Manchester City el 5 de diciembre de local. El 28 de diciembre Arnautović anotó un penalti en la victoria contra Everton en Goodison Park, tras una falta de John Stones, anotó a Tim Howard en la victoria de su equipo por 4-3. Anotó el único gol en la vuelta de semifinales de la Copa de la Liga ante el Liverpool el 26 de enero de 2016, forzando a la tanda de penaltis, donde el Stoke quedó eliminado. Arnautović jugó 40 veces por Stoke en la temporada 2015-16, logrando ser el goleador del equipo en la temporada con 12 goles.
Arnautović firmó un nuevo contrato por cuatro años con el Stoke en julio de 2016, Arnautović registró 35 partidos jugados en la temporada 2016-17, donde el Stoke terminó 13.º en la tabla de posiciones. Anotó siete goles.
El futuro de Arnautović en Stoke fue puesto en duda, luego de que al inicio de la temporada 2017-18 pidiera ser puesto en la lista de transferibles.

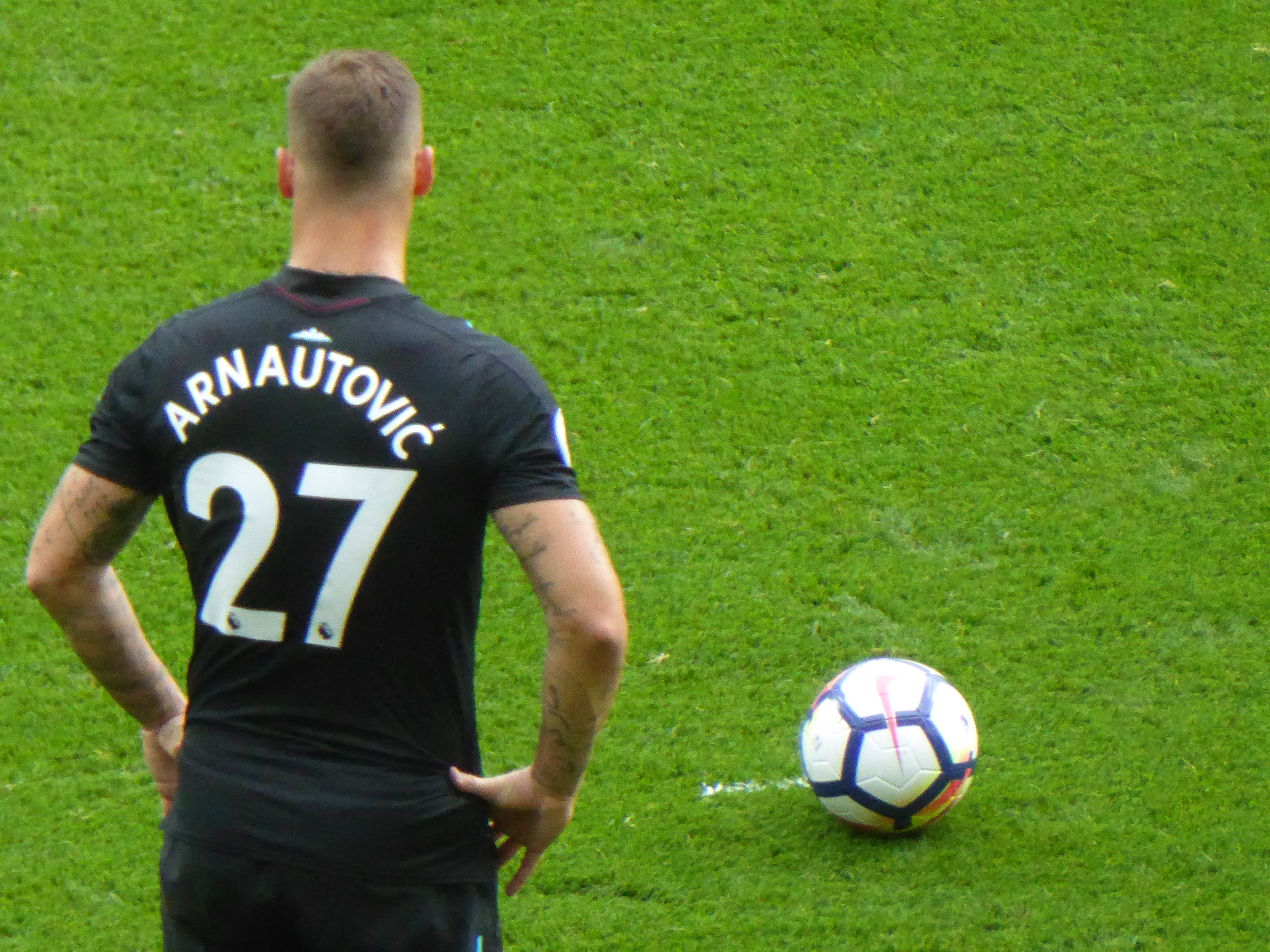
Arnautović con el West Ham en 2017

El 22 de julio de 2017 firmó con el West Ham United de la Premier League un contrato por cinco años, en una transferencia récord para el club de 20 millones £.
Debutó con los Hammers el 13 de agosto, jugando los 90 minutos en la derrota por 4-0 ante el Manchester United en Old Trafford. En el siguiente encuentro, seis días después, fue expulsado a los 33 minutos por una falta a Jack Stephens del Southampton en la derrota de visita por 3-2.
En noviembre, el nuevo entrenador David Moyes dijo que Arnautović tenía que trabajar duro y jugar más en equipo. Marcó su primer gol para el club el 9 de diciembre, fue el gol de la victoria en el encuentro contra el Chelsea en el Estadio de Londres, la primera victoria de Moyes como entrenador. Anotó después, el 16 de diciembre en su regreso al Bet365 Stadium en la victoria por 0-3 frente al Stoke City. Cambiando de ser un extremo a un delantero centro en el West Ham, Arnautović anotó 11 goles en su primera temporada con el club. En abril de 2018, fue nombrado Hammer of the Year de la temporada 2017-18 por el club.

### Shanghái SIPG
El 7 de julio de 2019 el West Ham United aceptó la oferta de 25 millones de euros del Shanghái SIPG de la SuperLiga China por el delantero austriaco.

### Regreso a Europa
Tras dos años en el fútbol chino, el 1 de agosto de 2021 se hizo oficial su vuelta al fútbol europeo e italiano tras fichar por el Bologna F. C. 1909. Allí militó un par de temporadas y en la primera de ellas consiguió los mejores registros goleadores de su carrera. Se marchó en agosto de 2023 para regresar al Inter de Milán, equipo al que llegó como cedido con una opción de compra obligatoria si se cumplían determinados objetivos. Siguió una temporada más y finalizó su segunda etapa en el club, con el que jugó 65 partidos y marcó 14 goles, en junio de 2025 al expirar su contrato.
En julio de 2025 se unió al Estrella Roja de Belgrado hasta 2027.

## Selección nacional
Jugó con la sub-19 de Austria en el Campeonato Europeo de la UEFA Sub-19 2007 donde fue expulsado en el segundo encuentro por la fase de grupos y Austria no logró pasar la primera fase. Luego de marcar tres goles en cinco encuentros para la sub-21 de Austria, Arnautović fue elogiado por el entrenador Andreas Herzog que lo describió como el mejor jugador austriaco de los últimos 30 años.
Debutó con la absoluta de Austria el 11 de octubre de 2008 frente a Islas Feroe. Anotó su primer gol en la victoria de Austria por 3-0 a Azerbaiyán el 8 de octubre de 2010.
Participó en los diez encuentros de Austria en la campaña invicta de la clasificación para la Eurocopa 2016, anotando ante Montenegro y Liechtenstein.
Jugó en el grupo D de la clasificación de UEFA para la Copa Mundial de Fútbol de 2018, solo se perdió el encuentro frente a la República de Irlanda por una suspensión. Registró cuatro goles en diez partidos, pero el cuarto lugar en el grupo no logró que Austria clasificara.
El 6 de junio de 2022 alcanzó las cien internacionalidades. No lo pudo celebrar con un triunfo, ya que Austria perdió por uno a dos ante Dinamarca en un partido correspondiente a la Liga de Naciones de la UEFA 2022-23.

#### Participaciones en Eurocopas
| Copa          | Sede     | Resultado        | Partidos | Goles |
| ------------- | -------- | ---------------- | -------- | ----- |
| Eurocopa 2016 | Francia  | Primera fase     | 3        | 0     |
| Eurocopa 2020 | Europa   | Octavos de final | 3        | 1     |
| Eurocopa 2024 | Alemania | Octavos de final | 4        | 1     |

### Partidos y goles internacionales
Actualizado hasta el 12 de octubre de 2018.
| Partidos y goles internacionales |                  |                                  |                 |           |                   |                                                    |       |
| #                                | Fecha            | Estadio                          | Local           | Resultado | Visita            | Competición                                        | Goles |
| -------------------------------- | ---------------- | -------------------------------- | --------------- | --------- | ----------------- | -------------------------------------------------- | ----- |
| 1                                | 11 de octubre    | Tórsvøllur, Tórshavn             | Islas Feroe     | 1 – 1     | Austria           | Clasificación de UEFA para la Copa Mundial de 2010 |       |
| 2                                | 15 de octubre    | Estadio Ernst Happel, Viena      | Austria         | 1 – 3     | Serbia            | Clasificación de UEFA para la Copa Mundial de 2010 |       |
| 3                                | 19 de noviembre  | Estadio Ernst Happel, Viena      | Austria         | 2 – 4     | Turquía           | Amistoso                                           |       |
| 4                                | 11 de febrero    | Stadion Graz-Liebenau, Graz      | Austria         | 0 – 2     | Suecia            | Amistoso                                           |       |
| 5                                | 1 de abril       | Wörthersee Stadion, Klagenfurt   | Austria         | 2 – 1     | Rumania           | Clasificación de UEFA para la Copa Mundial de 2010 |       |
| 6                                | 8 de octubre     | Estadio Ernst Happel, Viena      | Austria         | 3 – 0     | Azerbaiyán        | Clasificación para la Eurocopa 2012                |       |
| 7                                | 12 de octubre    | Estadio Rey Balduino, Bruselas   | Bélgica         | 4 – 4     | Austria           | Clasificación para la Eurocopa 2012                |       |
| 8                                | 17 de noviembre  | Estadio Ernst Happel, Viena      | Austria         | 1 - 2     | Grecia            | Amistoso                                           |       |
| 9                                | 9 de febrero     | Philips Stadion, Eindhoven.      | Países Bajos    | 3 - 1     | Austria           | Amistoso                                           |       |
| 10                               | 25 de marzo      | Estadio Ernst Happel, Viena      | Austria         | 0 - 2     | Bélgica           | Clasificación para la Eurocopa 2012                |       |
| 11                               | 29 de marzo      | Estadio Şükrü Saracoğlu, Kadıköy | Turquía         | 2 - 0     | Austria           | Clasificación para la Eurocopa 2012                |       |
| 12                               | 2 de septiembre  | Veltins-Arena, Gelsenkirchen     | Alemania        | 6 - 2     | Austria           | Clasificación para la Eurocopa 2012                |       |
| 13                               | 6 de septiembre  | Estadio Ernst Happel, Viena      | Austria         | 0 - 0     | Turquía           | Clasificación para la Eurocopa 2012                |       |
| 14                               | 7 de octubre     | Dalga Arena, Bakú                | Azerbaiyán      | 1 - 4     | Austria           | Clasificación para la Eurocopa 2012                |       |
| 15                               | 11 de octubre    | Astana Arena, Astaná             | Kazajistán      | 0 - 0     | Austria           | Clasificación para la Eurocopa 2012                |       |
| 16                               | 15 de noviembre  | Arena Lviv, Leópolis             | Ucrania         | 2 - 1     | Austria           | Amistoso                                           |       |
| 17                               | 29 de febrero    | Wörthersee Stadion, Klagenfurt   | Austria         | 3 - 1     | Finlandia         | Amistoso                                           |       |
| 18                               | 1 de junio       | Tivoli Neu, Innsbruck            | Austria         | 3 - 2     | Ucrania           | Amistoso                                           |       |
| 19                               | 5 de junio       | Tivoli Neu, Innsbruck            | Austria         | 0 - 0     | Rumania           | Amistoso                                           |       |
| 20                               | 11 de septiembre | Estadio Ernst Happel, Viena      | Austria         | 1 - 2     | Alemania          | Clasificación de UEFA para la Copa Mundial de 2014 |       |
| 21                               | 12 de octubre    | Astana Arena, Astaná             | Kazajistán      | 0 - 0     | Austria           | Clasificación de UEFA para la Copa Mundial de 2014 |       |
| 22                               | 16 de octubre    | Estadio Ernst Happel, Viena      | Austria         | 4 - 0     | Kazajistán        | Clasificación de UEFA para la Copa Mundial de 2014 |       |
| 23                               | 14 de noviembre  | Linzer Stadion, Linz             | Austria         | 0 - 3     | Costa de Marfil   | Amistoso                                           |       |
| 24                               | 6 de febrero     | Liberty Stadium, Swansea         | Gales           | 2 - 1     | Austria           | Amistoso                                           |       |
| 25                               | 22 de marzo      | Estadio Ernst Happel, Viena      | Austria         | 6 - 0     | Islas Feroe       | Clasificación de UEFA para la Copa Mundial de 2014 |       |
| 26                               | 26 de marzo      | Estadio Aviva, Dublín            | Irlanda         | 2 - 2     | Austria           | Clasificación de UEFA para la Copa Mundial de 2014 |       |
| 27                               | 7 de junio       | Estadio Ernst Happel, Viena      | Austria         | 2 - 1     | Suecia            | Clasificación de UEFA para la Copa Mundial de 2014 |       |
| 28                               | 14 de agosto     | Red Bull Arena, Salzburgo        | Austria         | 0 - 2     | Grecia            | Amistoso                                           |       |
| 29                               | 6 de septiembre  | Allianz Arena, Múnich            | Alemania        | 3 - 0     | Austria           | Clasificación de UEFA para la Copa Mundial de 2014 |       |
| 30                               | 10 de septiembre | Estadio Ernst Happel, Viena      | Austria         | 1 - 0     | Irlanda           | Clasificación de UEFA para la Copa Mundial de 2014 |       |
| 31                               | 11 de octubre    | Friends Arena, Solna             | Suecia          | 2 - 1     | Austria           | Clasificación de UEFA para la Copa Mundial de 2014 |       |
| 32                               | 19 de noviembre  | Estadio Ernst Happel, Viena      | Austria         | 1 - 0     | Estados Unidos    | Amistoso                                           |       |
| 33                               | 5 de marzo       | Wörthersee Stadion, Klagenfurt   | Austria         | 1 - 1     | Uruguay           | Amistoso                                           |       |
| 34                               | 30 de mayo       | Tivoli Neu, Innsbruck            | Austria         | 1 - 1     | Islandia          | Amistoso                                           |       |
| 35                               | 3 de junio       | Andrův stadion, Olomouc          | República Checa | 1 - 2     | Austria           | Amistoso                                           |       |
| 36                               | 8 de septiembre  | Estadio Ernst Happel, Viena      | Austria         | 1 - 1     | Suecia            | Clasificación para la Eurocopa 2016                |       |
| 37                               | 9 de octubre     | Estadio Zimbru, Chisináu         | Moldavia        | 1 - 2     | Austria           | Clasificación para la Eurocopa 2016                |       |
| 38                               | 12 de octubre    | Estadio Ernst Happel, Viena      | Austria         | 1 - 0     | Montenegro        | Clasificación para la Eurocopa 2016                |       |
| 39                               | 15 de noviembre  | Estadio Ernst Happel, Viena      | Austria         | 1 - 0     | Rusia             | Clasificación para la Eurocopa 2016                |       |
| 40                               | 18 de noviembre  | Estadio Ernst Happel, Viena      | Austria         | 1 - 2     | Brasil            | Amistoso                                           |       |
| 41                               | 27 de marzo      | Rheinpark Stadion, Vaduz         | Liechtenstein   | 0 - 5     | Austria           | Clasificación para la Eurocopa 2016                |       |
| 42                               | 31 de marzo      | Estadio Ernst Happel, Viena      | Austria         | 1 - 1     | Bosnia            | Amistoso                                           |       |
| 43                               | 14 de junio      | Otkrytie Arena, Túshino          | Rusia           | 0 - 1     | Austria           | Clasificación para la Eurocopa 2016                |       |
| 44                               | 5 de septiembre  | Estadio Ernst Happel, Viena      | Austria         | 1 - 0     | Moldavia          | Clasificación para la Eurocopa 2016                |       |
| 45                               | 8 de septiembre  | Friends Arena, Solna             | Suecia          | 1 - 4     | Austria           | Clasificación para la Eurocopa 2016                |       |
| 46                               | 9 de octubre     | Pod Goricom, Podgorica           | Montenegro      | 2 - 3     | Austria           | Clasificación para la Eurocopa 2016                |       |
| 47                               | 12 de octubre    | Estadio Ernst Happel, Viena      | Austria         | 3 - 0     | Liechtenstein     | Clasificación para la Eurocopa 2016                |       |
| 48                               | 17 de noviembre  | Estadio Ernst Happel, Viena      | Austria         | 1 - 2     | Suiza             | Amistoso                                           |       |
| 49                               | 26 de marzo      | Estadio Ernst Happel, Viena      | Austria         | 2 - 1     | Albania           | Amistoso                                           |       |
| 50                               | 29 de marzo      | Estadio Ernst Happel, Viena      | Austria         | 1 - 2     | Turquía           | Amistoso                                           |       |
| 51                               | 31 de mayo       | Wörthersee Stadion, Klagenfurt   | Austria         | 2 - 1     | Malta             | Amistoso                                           |       |
| 52                               | 4 de junio       | Estadio Ernst Happel, Viena      | Austria         | 0 - 2     | Países Bajos      | Amistoso                                           |       |
| 53                               | 14 de junio      | Matmut Atlantique, Burdeos       | Austria         | 0 - 2     | Hungría           | Eurocopa 2016                                      |       |
| 54                               | 18 de junio      | Parc des Princes, París          | Portugal        | 0 - 0     | Austria           | Eurocopa 2016                                      |       |
| 55                               | 22 de junio      | Stade de France, Saint-Denis     | Islandia        | 2 - 1     | Austria           | Eurocopa 2016                                      |       |
| 56                               | 5 de septiembre  | Estadio Borís Paichadze, Tiflis  | Georgia         | 1 - 2     | Austria           | Clasificación de UEFA para la Copa Mundial de 2018 |       |
| 57                               | 6 de octubre     | Estadio Ernst Happel, Viena      | Austria         | 2 - 2     | Gales             | Clasificación de UEFA para la Copa Mundial de 2018 |       |
| 58                               | 9 de octubre     | Estadio Estrella Roja, Belgrado  | Serbia          | 3 - 2     | Austria           | Clasificación de UEFA para la Copa Mundial de 2018 |       |
| 59                               | 12 de noviembre  | Estadio Ernst Happel, Viena      | Austria         | 0 - 1     | Irlanda           | Clasificación de UEFA para la Copa Mundial de 2018 |       |
| 60                               | 15 de noviembre  | Estadio Ernst Happel, Viena      | Austria         | 0 - 0     | Eslovaquia        | Amistoso                                           |       |
| 61                               | 24 de marzo      | Estadio Ernst Happel, Viena      | Austria         | 2 - 0     | Moldavia          | Clasificación de UEFA para la Copa Mundial de 2018 |       |
| 62                               | 28 de marzo      | Tivoli Neu, Innsbruck            | Austria         | 1 - 0     | Finlandia         | Amistoso                                           |       |
| 63                               | 2 de septiembre  | Cardiff City Stadium, Cardiff    | Gales           | 1 - 0     | Austria           | Clasificación de UEFA para la Copa Mundial de 2018 |       |
| 64                               | 5 de septiembre  | Estadio Ernst Happel, Viena      | Austria         | 1 - 1     | Georgia           | Clasificación de UEFA para la Copa Mundial de 2018 |       |
| 65                               | 6 de octubre     | Estadio Ernst Happel, Viena      | Austria         | 3 - 2     | Serbia            | Clasificación de UEFA para la Copa Mundial de 2018 |       |
| 66                               | 9 de octubre     | Estadio Zimbru, Chisináu         | Moldavia        | 0 - 1     | Austria           | Clasificación de UEFA para la Copa Mundial de 2018 |       |
| 67                               | 14 de noviembre  | Estadio Ernst Happel, Viena      | Austria         | 2 - 1     | Uruguay           | Amistoso                                           |       |
| 68                               | 23 de marzo      | Wörthersee Stadion, Klagenfurt   | Austria         | 3 - 0     | Eslovenia         | Amistoso                                           |       |
| 69                               | 27 de marzo      | Estadio Josy Barthel, Luxemburgo | Luxemburgo      | 0 - 4     | Austria           | Amistoso                                           |       |
| 70                               | 30 de mayo       | Tivoli Neu, Innsbruck            | Austria         | 1 - 0     | Rusia             | Amistoso                                           |       |
| 71                               | 2 de junio       | Wörthersee Stadion, Klagenfurt   | Austria         | 2 - 1     | Alemania          | Amistoso                                           |       |
| 72                               | 10 de junio      | Estadio Ernst Happel, Viena      | Austria         | 0 - 3     | Brasil            | Amistoso                                           |       |
| 73                               | 6 de septiembre  | Generali Arena, Praga            | Austria         | 2 - 0     | Suecia            | Amistoso                                           |       |
| 74                               | 11 de septiembre | Bilino Polje, Zenica             | Bosnia          | 1 - 0     | Austria           | Liga B de la Liga de Naciones de la UEFA 2018-19   |       |
| 75                               | 12 de octubre    | Estadio Ernst Happel, Viena      | Austria         | 1 - 0     | Irlanda del Norte | Liga B de la Liga de Naciones de la UEFA 2018-19   |       |

## Estadísticas

### Clubes

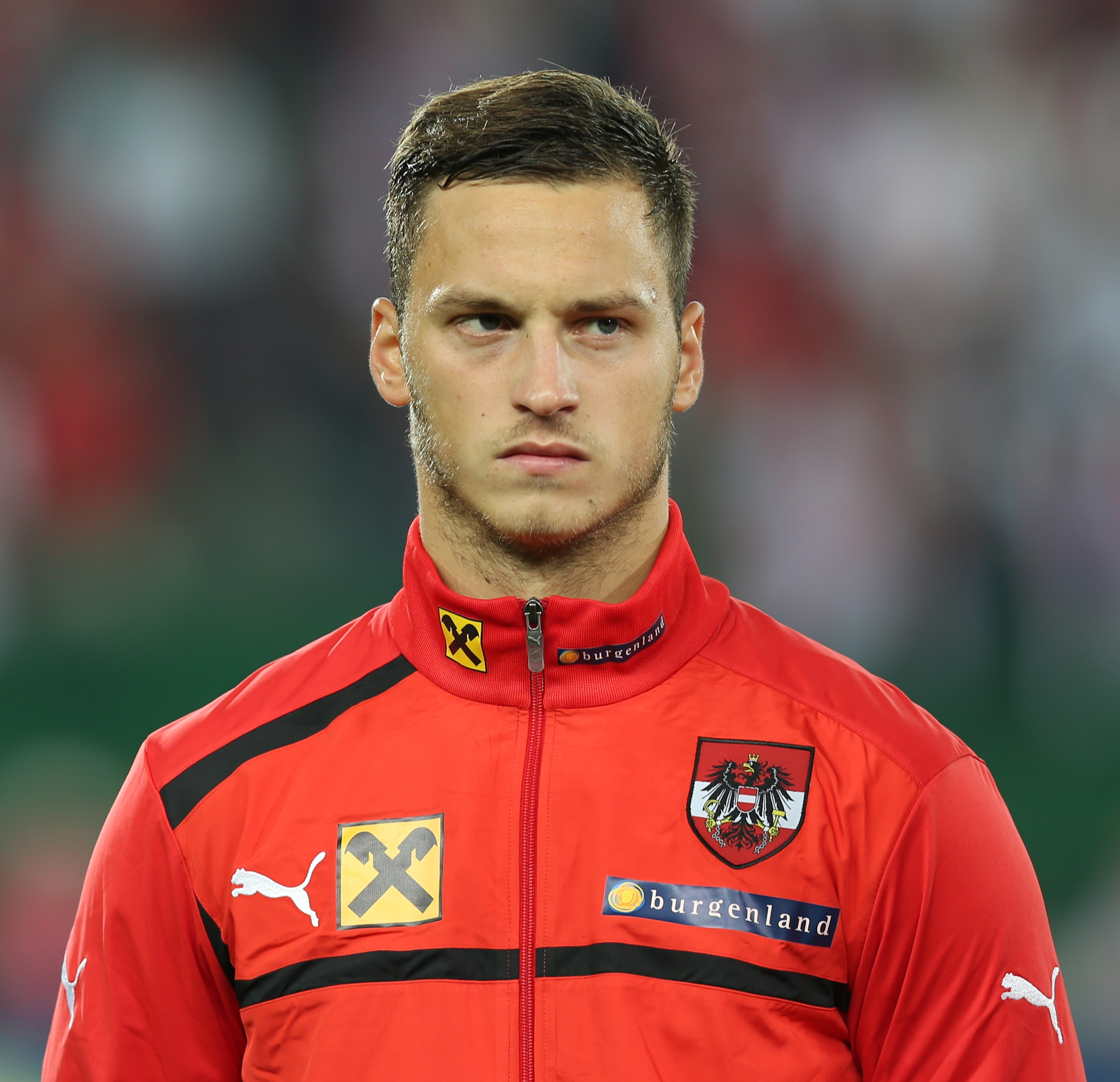
Arnautović con Austria en 2014.

Actualizado al último partido disputado el 6 de agosto de 2025.
| Club                             | Div.          | Temporada     | Liga  | Liga  | Copas nacionales | Copas nacionales | Torneos internacionales | Torneos internacionales | Total | Total |
| Club                             | Div.          | Temporada     | Part. | Goles | Part.            | Goles            | Part.                   | Goles                   | Part. | Goles |
| -------------------------------- | ------------- | ------------- | ----- | ----- | ---------------- | ---------------- | ----------------------- | ----------------------- | ----- | ----- |
| F. C. Twente · Países Bajos      | 1.ª           | 2006-07       | 2     | 0     | 0                | 0                | 0                       | 0                       | 2     | 0     |
| F. C. Twente · Países Bajos      | 1.ª           | 2007-08       | 15    | 0     | 0                | 0                | 1                       | 0                       | 16    | 0     |
| F. C. Twente · Países Bajos      | 1.ª           | 2008-09       | 28    | 12    | 5                | 1                | 8                       | 1                       | 41    | 14    |
| F. C. Twente · Países Bajos      | Total club    | Total club    | 45    | 12    | 5                | 1                | 9                       | 1                       | 59    | 14    |
| Inter de Milán · Italia          | 1.ª           | 2009-10       | 3     | 0     | 0                | 0                | 0                       | 0                       | 3     | 0     |
| Werder Bremen · Alemania         | 1.ª           | 2010-11       | 25    | 3     | 2                | 0                | 0                       | 0                       | 27    | 3     |
| Werder Bremen · Alemania         | 1.ª           | 2011-12       | 19    | 6     | 1                | 0                | 7                       | 2                       | 27    | 8     |
| Werder Bremen · Alemania         | 1.ª           | 2012-13       | 26    | 5     | 1                | 0                | —                       | —                       | 27    | 5     |
| Werder Bremen · Alemania         | 1.ª           | 2013-14       | 2     | 0     | 1                | 0                | —                       | —                       | 3     | 0     |
| Werder Bremen · Alemania         | Total club    | Total club    | 72    | 14    | 5                | 0                | 7                       | 2                       | 84    | 16    |
| Stoke City F. C. Inglaterra      | 1.ª           | 2013-14       | 30    | 4     | 5                | 1                | —                       | —                       | 35    | 5     |
| Stoke City F. C. Inglaterra      | 1.ª           | 2014-15       | 29    | 1     | 6                | 1                | —                       | —                       | 35    | 2     |
| Stoke City F. C. Inglaterra      | 1.ª           | 2015-16       | 34    | 11    | 6                | 1                | —                       | —                       | 40    | 12    |
| Stoke City F. C. Inglaterra      | 1.ª           | 2016-17       | 32    | 6     | 3                | 1                | —                       | —                       | 35    | 7     |
| Stoke City F. C. Inglaterra      | Total club    | Total club    | 125   | 22    | 20               | 4                | 0                       | 0                       | 145   | 26    |
| West Ham United F. C. Inglaterra | 1.ª           | 2017-18       | 31    | 11    | 4                | 0                | —                       | —                       | 35    | 11    |
| West Ham United F. C. Inglaterra | 1.ª           | 2018-19       | 28    | 10    | 2                | 1                | —                       | —                       | 30    | 11    |
| West Ham United F. C. Inglaterra | Total club    | Total club    | 59    | 21    | 6                | 1                | 0                       | 0                       | 65    | 22    |
| Shanghái Port China              | 1.ª           | 2019          | 11    | 9     | 2                | 0                | 2                       | 0                       | 15    | 9     |
| Shanghái Port China              | 1.ª           | 2020          | 18    | 7     | 1                | 0                | 1                       | 1                       | 20    | 8     |
| Shanghái Port China              | 1.ª           | 2021          | 4     | 3     | 0                | 0                | 0                       | 0                       | 4     | 3     |
| Shanghái Port China              | Total club    | Total club    | 33    | 19    | 3                | 0                | 3                       | 1                       | 39    | 20    |
| Bologna F. C. 1909 · Italia      | 1.ª           | 2021-22       | 33    | 14    | 1                | 1                | —                       | —                       | 34    | 15    |
| Bologna F. C. 1909 · Italia      | 1.ª           | 2022-23       | 21    | 10    | 2                | 0                | —                       | —                       | 23    | 10    |
| Bologna F. C. 1909 · Italia      | 1.ª           | 2023-24       | ―     | ―     | 1                | 0                | —                       | —                       | 1     | 0     |
| Bologna F. C. 1909 · Italia      | Total club    | Total club    | 54    | 24    | 4                | 1                | 0                       | 0                       | 58    | 25    |
| Inter de Milán · Italia          | 1.ª           | 2023-24       | 27    | 5     | 3                | 0                | 4                       | 2                       | 34    | 7     |
| Inter de Milán · Italia          | 1.ª           | 2024-25       | 18    | 4     | 3                | 2                | 7                       | 1                       | 28    | 7     |
| Inter de Milán · Italia          | Total club    | Total club    | 48    | 9     | 6                | 2                | 11                      | 3                       | 65    | 14    |
| Estrella Roja de Belgrado Serbia | 1.ª           | 2025-26       | 0     | 0     | 0                | 0                | 2                       | 0                       | 2     | 0     |
| Estrella Roja de Belgrado Serbia | Total club    | Total club    | 0     | 0     | 0                | 0                | 2                       | 0                       | 2     | 0     |
| Total carrera                    | Total carrera | Total carrera | 436   | 121   | 49               | 9                | 32                      | 7                       | 517   | 137   |
| 1. 2. 3.                         |               |               |       |       |                  |                  |                         |                         |       |       |

### Selección nacional
Actualizado al último partido disputado el 10 de junio de 2025.
| Austria | Austria | Austria |
| Año     | Part.   | Goles   |
| ------- | ------- | ------- |
| 2008    | 3       | 0       |
| 2009    | 2       | 0       |
| 2010    | 3       | 3       |
| 2011    | 8       | 2       |
| 2012    | 7       | 2       |
| 2013    | 9       | 0       |
| 2014    | 8       | 0       |
| 2015    | 8       | 3       |
| 2016    | 13      | 3       |
| 2017    | 7       | 3       |
| 2018    | 10      | 4       |
| 2019    | 8       | 6       |
| 2020    | 2       | 0       |
| 2021    | 9       | 6       |
| 2022    | 10      | 2       |
| 2023    | 5       | 2       |
| 2024    | 10      | 3       |
| 2025    | 4       | 2       |
| Total   | 125     | 41      |

## Palmarés

### Títulos nacionales
| Título              | Club           | País   | Año  |
| ------------------- | -------------- | ------ | ---- |
| Copa de Italia      | Inter de Milán | Italia | 2010 |
| Serie A             | Inter de Milán | Italia | 2010 |
| Supercopa de Italia | Inter de Milán | Italia | 2023 |
| Serie A             | Inter de Milán | Italia | 2024 |

### Títulos internacionales
| Título                       | Club           | Sede   | Año  |
| ---------------------------- | -------------- | ------ | ---- |
| Liga de Campeones de la UEFA | Inter de Milán | Madrid | 2010 |